# Ali Bumnizsel
Ali Bumnizsel (arabul: علي بومنيجل; Menzel Szealih, 1966. április 13. –) tunéziai labdarúgókapus. 2004-ben afrikai nemzetek kupáját nyert a tunéziai labdarúgó-válogatottal.

## Pályafutása

### Klubszinten
Az FC Gueugnon csapatában nevelkedett, majd 1991-ben a Nancyba igazolt. Az első hivatásos bajnoki mérkőzését 1991. október 20-án játszotta az AS Nancyban, melyet csapata 3–1-re elveszített az AJ Auxerre ellen. A klubban még hat francia bajnoki találkozón szerepelt, majd visszatért nevelőegyesületébe, a Gueugnonba. Itt előbb a másodosztályban játszott három idényen keresztül, amikor az 1994–1995-ös szezonban a harmadik helyen végeztek, így feljutottak az élvonalba. Öt idényt követően távozott az SC Bastiába, ahol a kezdetekben csak a tartalékcsapatban kapott játéklehetőséget. Két szezon után 1999-ben felkerült az első csapat keretébe, ám a Bastiában eltöltött hat év alatt mindössze 16 mérkőzésen lépett pályára. A 2003–2004-es idényben az FC Rouen csapatában szerepelt. Pályafutása végén hazatért, és visszavonulása előtt a Club Africainban szerepelt 2005 és 2007 között.

### A válogatottban
A tunéziai labdarúgó-válogatottba már azelőtt meghívót kapott, hogy hivatalos profi mérkőzést játszott volna a Gueugnonban. Bemutatkozására 1991. november 27-én került sor Elefántcsontpart ellen. A következő válogatott mérkőzésére öt évet kellett várnia.
A válogatottbeli helyét az 1998-as világbajnokság idején szilárdította meg, noha abban az időben Henryk Kasperczak szövetségi kapitány még mindig Sokri el-Uaer szerepeltetését favorizálta. Sokáig Ouaer volt az első számú kapus, ám kevéssel a 2002-es világbajnokság előtt hátsérülést szenvedett, és így Bumnizsel lépett a helyébe. A 2002-es vb-n csapata összes mérkőzését végigjátszotta. A 2004-es afrikai nemzetek kupáján szintén első számú kapus volt, és a torna végén kontinensbajnoki címet ünnepelhetett a válogatottal. A 2005-ös konföderációs kupán is kerettag volt, a németek elleni csoportmérkőzésen lépett pályára. A 2006-os afrikai nemzetek kupáján a Nigéria elleni negyeddöntő büntetőpárbajában hatodik lövőként szerepelt, és értékesítette a saját tizenegyesét, ám Tunézia így is 6–5-re elveszítette a tizenegyespárbajt.
A 2006-os világbajnokságon 40 évesen ő volt a torna legidősebb játékosa.

## Sikerei, díjai

### Klubcsapatokkal
- FC Gueugnon:
- Francia másodosztály bronzérmese: 1995
- SC Bastia:
- Intertotó-kupa-győztes: 1997
- Franciakupa-döntős: 2002
- Club Africain:
- Tunéziaikupa-döntős: 2006

### Válogatottal
- Afrikai nemzetek kupája-győztes: 2004

## Külső hivatkozások
- Ali Bumnizsel adatlapja a FIFA.com-on Archiválva 2015. május 29-i dátummal a Wayback Machine-ben (angolul)
- Profil a footballdatabase.eu-n (angolul)
- Ali Boumnijel pályafutásának statisztikái a Soccerbase oldalon (angolul)

```
(angolul)
```

- Ali Bumnizsel adatlapja a national-football-teams.com-on Archiválva 2008. január 8-i dátummal a Wayback Machine-ben (angolul)
- Pályafutása statisztikái a fussballdaten.de-n (németül)